# Kotipelto
Kotipelto — финская группа, играющая мелодичный пауэр-метал. Она была названа по фамилии Тимо Котипелто, который основал её в 2001 году во время перерыва в творчестве группы Stratovarius.
В записи первых двух альбомов Waiting for the Dawn и Coldness принимали участие гитаристы Майкл Ромео из Symphony X и Роланд Грапов из Helloween, басист Яри Кайнулайнен и клавишник Янне Вирман. Последний участвовал также в записи третьей пластинки Serenity, выпущенной в 2007 году.
Релизы Kotipelto были коммерчески успешными в родной Финляндии: альбомы Coldness и Serenity входили в первую десятку, а сингл «Reasons» возглавлял финский хит-парад.

## Дискография

### Альбомы
- Waiting for the Dawn (2002)
- Coldness (2004)
- Serenity (2007)

### Синглы
- «Beginning» (2002)
- «Reasons» (2004)
- «Take Me Away» (2004)
- «Sleep Well» (2006)